# ハレルンドルフ
ハレルンドルフ (ドイツ語: Hallerndorf) は、ドイツ連邦共和国バイエルン州フォルヒハイム郡（オーバーフランケン行政管区）の町村（以下、本項では便宜上「町」と記述する）。

## 地理

### 位置
この自治体は、エアランゲンとバンベルクの間、アイシュ川の河口付近に位置する。

### 自治体の構成
この町は、公式には9つの地区 (Ort) からなる。このうち孤立農場などを除く集落を以下に列記する。
- ハイト
- ハレルンドルフ
- パウツフェルト
- シュランマースドルフ
- シュナイト
- シュティーバーリムバッハ
- トライルスドルフ
- ヴィラースドルフ

## 歴史
この集落は、8世紀に創設され、その名前は、1271年に初めて文献上で言及されている。バンベルク以前の入植地であり、14世紀までヴュルツブルク司教領の収税地であった。ハレルンドルフは、フォルヒハイム王領の外にあった。
ゼッケンドルフ騎士領の貴族が、15世紀から17世紀中頃に、現在の自治体の領域内を治めた。
1463年にシェッケンドルフの領主の発願により、ホーエンローデ山にクロイツベルク教会の巡礼礼拝堂が建設された。また、1476年にの、ハレルンドルフに教会が設立された。1485年にはすでに領域内の村の序列ができあがった。
14世紀後半にハレルンドルフに水城が造られたが、1525年に焼失した。1686年に新しい城が築かれたが、その遺構も1812年には撤去された。
1688年、「上半分」をバンベルク司教本部が獲得した。「下半分」は、ヴォルフスタール伯家が1717年に断絶した後、シェーンボルン伯家がこれを相続した。
1802年、全領域が帝国代表者会議の枠組みによってバイエルン領となった。1808年にハレルンドルフにシュナイトとシュティーバールリンバッハが合併したが、これらの地区は1818年に再び分離された。この後、ハレルンドルフはクロイツベルクとともに独立した自治体となった。

### 町村合併
現在の町域は、1978年にそれまで独立した自治体であったハイト、シュナイト、パウツフェルト、シュランマースドルフ、トライルスドルフ、ハレルンドルフが合併してできあがった。

### 友好都市
- ドレーナ（イタリア、トレンティーノ＝アルト・アディジェ州）1989年

### 紋章
図柄: 上下二分割。上部は金地、赤い爪と赤い舌を見せる黒い獅子のアップ、その上に銀の斜め帯がかぶっている。下部は、緑地に銀の波帯、その上に5枚、下に3枚の金の菩提樹の葉が刺さっている。

## 行政
ハレルンドルフの議会は、首長を含む17議席で構成される。

## 引用
1. ↑  https://www.statistikdaten.bayern.de/genesis/online?operation=result&code=12411-003r&leerzeilen=false&language=de Genesis-Online-Datenbank des Bayerischen Landesamtes für Statistik Tabelle 12411-003r Fortschreibung des Bevölkerungsstandes: Gemeinden, Stichtag (Einwohnerzahlen auf Grundlage des Zensus 2011)
2. ↑  Bayerische Landesbibliothek Online